# Italia ai IX Giochi paralimpici invernali
L'Italia ha partecipato ai IX Giochi paralimpici invernali, svoltisi a Torino dal 10 al 19 marzo 2006, con una delegazione di 39 atleti concorrenti in 4 delle 5 discipline del programma (non vi sono stati rappresentanti nel biathlon). Il portabandiera azzurro è stata Melania Corradini. Da nazione ospitante, ha chiuso al 9º posto nel medagliere aggiudicandosi 8 medaglie (2 d'oro, 2 d'argento e 4 di bronzo), tutte nello sci alpino.

## Partecipanti
- Sci alpino: 13 atleti
- Sci di fondo: 6 atleti
- Curling in carrozzina: 5 atleti
- Hockey su slittino: 15 atleti

## Medaglie

### Medaglie d'oro
| Medaglia | Nome                  | Sport      | Evento                                   |
| -------- | --------------------- | ---------- | ---------------------------------------- |
| Oro      | Gianmaria Dal Maistro | Sci alpino | supergigante maschile disabili visivi    |
| Oro      | Silvia Parente        | Sci alpino | slalom gigante femminile disabili visivi |

### Medaglie d'argento
| Medaglia | Nome                  | Sport      | Evento                                  |
| -------- | --------------------- | ---------- | --------------------------------------- |
| Argento  | Gianmaria Dal Maistro | Sci alpino | slalom gigante maschile disabili visivi |
| Argento  | Daila Dameno          | Sci alpino | slalom femminile seduti                 |

### Medaglie di bronzo
| Medaglia | Nome           | Sport      | Evento                                   |
| -------- | -------------- | ---------- | ---------------------------------------- |
| Bronzo   | Silvia Parente | Sci alpino | discesa libera femminile disabili visivi |
| Bronzo   | Silvia Parente | Sci alpino | supergigante femminile disabili visivi   |
| Bronzo   | Daila Dameno   | Sci alpino | slalom gigante femminile seduti          |
| Bronzo   | Silvia Parente | Sci alpino | slalom femminile disabili visivi         |

## Risultati nei tornei a squadre
- Curling in carrozzina: l'Italia si classifica 7ª
- Hockey su slittino: l'Italia eliminata nel torneo di qualificazione, disputa le finali dal 5º all'8º posto e giunge 8ª